# Pearl Jam (album)
Pearl Jam är det åttonde studioalbumet av den amerikanska rockgruppen Pearl Jam. Albumet släpptes den 2 maj 2006 på skivbolaget J Records. Eftersom albumet bär samma namn som gruppen går det ofta under namnet "Avocado" (efter avokadon på albumets omslag) bland fansen.

## Låtlista
Sida ett
1. Life Wasted - 3:54
2. World Wide Suicide - 3:29
3. Comatose - 2:19
4. Severed Hand - 4:30

Sida två
1. Marker in the Sand - 4:23
2. Parachutes - 3:36
3. Unemployable - 3:04
4. Big Wave - 2:58

Sida tre
1. Gone - 4:09
2. Wasted Reprise - 0:53
3. Army Reserve - 3:45
4. Come Back - 5:29

Sida fyra
1. Inside Job - 7:08

## Singlar
- World Wide Suicide/Unemployable (2006)
- Life Wasted/Come Back (Live) (2006)
- Gone (2006)

## Medverkande
Pearl Jam:
- Jeff Ament - Bas
- Stone Gossard - Gitarr
- Mike McCready - Gitarr
- Eddie Vedder - Gitarr, sång
- Matt Cameron - Trummor, slagverk

Övriga:
- Boom Gaspar - Hammondorgel, piano, orgel
- Gary Westlake - Optigan